# Comuna Pidliskî, Mostîska
Pidliskî (în ucraineană Підліски) este o comună în raionul Mostîska, regiunea Liov, Ucraina, formată din satele Pidliskî (reședința) și Vîșenka.

## Demografie
Componența lingvistică a comunei Pidliskî
     Ucraineană (98,83%)
     Alte limbi (0,12%)
Conform recensământului din 2001, majoritatea populației comunei Pidliskî era vorbitoare de ucraineană (98,83%), existând în minoritate și vorbitori de polonă (1,05%).